# Tarzan - La grande avventura
Tarzan - La grande avventura (Tarzan: The Epic Adventures) è una serie televisiva andata in onda dal 1996 al 1997 e basata sul personaggio letterario Tarzan, dopo il suo primo contatto con la civiltà ma non prima del suo matrimonio con Jane. La presenza di Nikolai Rokoff e il fatto che Tarzan non è ancora sposato definisce questa serie tra le due metà de Il ritorno di Tarzan. La serie utilizza gran parte della mitologia dei racconti di Edgar Rice Burroughs come temi per la serie.
La serie è stata girata nel Sun City resort in Sudafrica.

## Trama
La serie inizia con Tarzan che vive ancora in Europa, ma ritorna in Africa per sventare i piani del maligno conte Rokoff. Dopo aver sconfitto Rokoff e la sua scagnozza, Mora, la strega-regina dei mostri mangiatori di carne umana conosciuti come Mahari, Tarzan decide di rimanere in Africa, e si riunisce con il suo vecchio amico Themba, che lo segue nelle sue avventure.
La serie era simile ai telefilm come Hercules: The Legendary Journeys, Sinbad, e Le nuove avventure di Robin Hood, la serie infatti pone un forte accento sul fantasy. Tra gli elementi ricorrenti erano stregoni malefici, esseri magici, viaggi in altri regni e civiltà nascoste. La serie ha avuto il tema ricorrente su chi Tarzan era veramente, e il mistero della scomparsa della tribù di Themba.

## Episodi
1. Il ritorno di Tarzan 1 parte: Tarzan si trova ancora in Europa dove si sente sempre più a disagio con la civiltà, e desidera ritornare nella giungla. Il suo ritorno inizia con un viaggio volto a fermare il malvagio conte Nikolai Rokoff che è in possesso di un amuleto magico.
2. Il ritorno di Tarzan 2 parte: Tarzan insegue Rokoff a Peluccidar un mondo al centro della Terra, qui Rokoff si allea con Mora la regina dei Mahari per dominare la Terra.
3. Tarzan e la regina leopardo: Tarzan si riunisce al suo vecchio amico Themba che è ritornato dall'Europa per prendere il titolo di capo dei Wogambi. Ma il suo popolo sparisce misteriosamente e allo stesso tempo gli uomini leopardo attaccano il villaggio dei Waziri.
4. Tarzan e la legione perduta: Themba viene rapito da una legione romana, e Tarzan per salvarlo si unisce con Athena per rovesciare suo zio Claudio.
5. Tarzan e il diamante scarlatto: Un malvagio esploratore mette due tribù l'una contro l'altra per appropriarsi dei diamanti scarlatti. Tarzan intanto aiuta Emma a trovare il suo amico esploratore responsabile della guerra tra le due tribù.
6. Tarzan e l'orchidea nera: Tarzan deve trovare un'orchidea magica per salvare Themba da una strana malattia.
7. Tarzan e il riflesso del malocchio: Uno sciamano lancia un incantesimo su Tarzan dividendo in due i suoi istinti.
8. Tarzan e la sacerdotessa di Opar: Tarzan cerca Jane nella città di Opar, ma viene catturato. E qui diventa un interesse amoroso per la regina La
9. Tarzan e la furia degli Zadu: Un'eclissi trasforma una pacifica tribù in selvaggi, Tarzan si allea e la misteriosa pozione potrà far ritornare alla normalità la tribù e salvare se stesso da uno spirito malvagio.
10. Tarzan e la vendetta di Zimpala: Il brutale cacciatore Zimpala perseguita Tarzan per vendicare la morte di suo fratello ucciso da Tarzan per vendicare sua madre Kala.
11. Tarzan e il ritorno di Kukulkan: Tasi viene morsa da un serpente e Tarzan e Themba devono portarla da un guaritore Maya. I Maya credono che Tarzan sia il loro dio Kukulkan, e presto Tarzan, Themba e Tasi sono coinvolti nei piani malvagi del popolo degli uomini-serpente.
12. Tarzan e la ghiaia bianca: Vusi un oracolo, fa compiere a Tarzan una serie di sfide per insegnargli il suo lato umano, il suo passato e il suo futuro come guerriero.
13. Tarzan e il dio della luna: Tarzan e Themba devono recuperare una statua rubata dai pirati e che i Waziri usano per onorare il dio della luna, e scoprono che la statua detiene in significato molto importante.
14. Tarzan e la città proibita: Tarzan, Themba e dei loro amici cadono nelle mani di un mercenario vizioso che gli costringe a condurli nella città proibita per rubare le ricchezze della tribù.
15. Tarzan e il demone leopardo: Tarzan salva una sua vecchia amica dal demone leopardo, ma poi scopre che deve vedersela con dei cacciatori avari.
16. Tarzan e la caverna dei ricordi: Tarzan e Themba rimangono intrappolati in una caverna, qui i due ricordano le loro esperienze passate e Tarzan deve superare la sua paura per i luoghi chiusi per salvare Themba e uscire dalla caverna. (N.B. l'episodio è una clip-show)
17. Tarzan e i Mahari: In questo sequel dell'episodio pilota, Tarzan deve allearsi con la sua vecchia nemesi Rokoff per fermare i Mahari che sono guidati dalla loro nuova regina.
18. Tarzan e gli Amtorans: Quando le donne di una tribù scompaiono misteriosamente, Tarzan, mentre le ricerca, scopre il portale per un altro mondo alieno, e scopre un piano degli abitanti per ripopolare la civiltà tramite le donne rapite.
19. Tarzan e la bestia di Dunali: Tarzan si reca in una città, dove si unisce alla caccia di una strana creatura scimmiesca, responsabile della morte di molte donne.
20. Tarzan e l'ombra della rabbia: Tarzan deve liberarsi da un controllo mentale per fermare una creatura misteriosa.
21. Tarzan e il mistero del lago: Tarzan si unisce a un gruppo di scienziati, che sono alla ricerca di una creatura marina preistorica. Qui il gruppo scopre anche quello che sembra essere l'anello mancante.
22. Tarzan e il cacciatore del circo: Un viaggio diventa mortale quando Tarzan è coinvolto in un omicidio.